# Ceràmica ibèrica

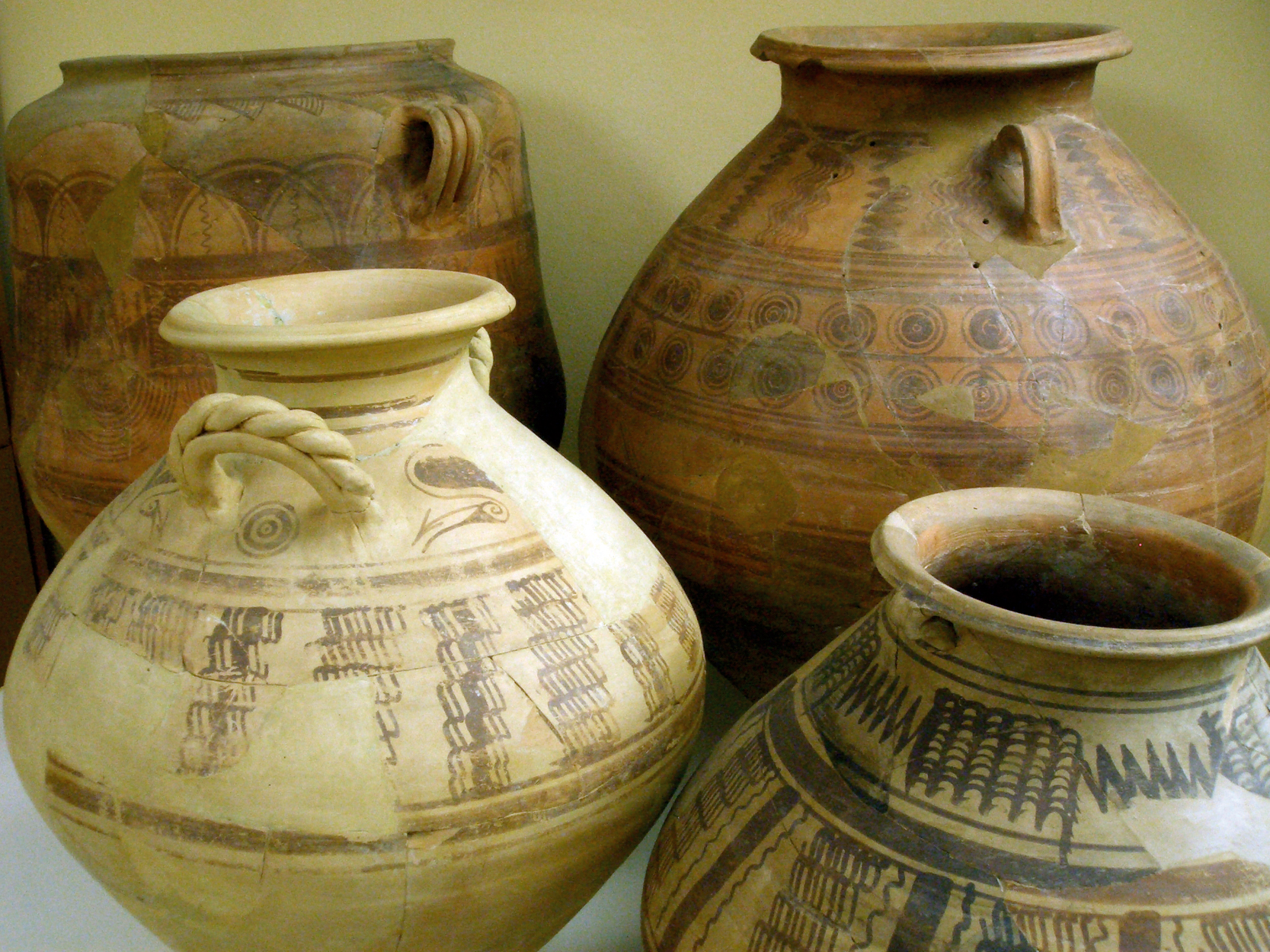
Ceràmica pintada del Castellet de Bernabé (Llíria, País Valencià)

La ceràmica ibèrica és la denominació que en alguns contexts de recerca arqueològica engloba la producció ibera de terrissa elaborada amb torn ràpid, cuita a alta temperatura en forns oxidants, i datada del s. VI a l'I ae. Alguns estudis consideren que aquest concepte –ceràmica ibèrica–, encara imprecís, resulta massa genèric per a la gran varietat de produccions a què s'aplica. Sol referir-se en primera instància, però, a la ceràmica pintada, un conjunt de vaixella fina decorada amb motius geomètrics, florals o humans de color roig vinós. A més d'aquesta categoria, que és la més comuna del territori ibèric, n'hi ha altres de tecnologia i distribució semblants, com la ceràmica ibèrica llisa (sense decoració), la ceràmica ibèrica brunyida amb incisions o impressions, molt difosa a la Meseta castellana, i altres tècniques com la “ceràmica de cuina”, la pasta de la qual inclou desgreixants que li donen propietats refractàries, o les anomenades ceràmiques grises, que provenen de coccions reductores.
L'existència de diferents produccions regionals ha propiciat que en un primer moment els estudis de la ceràmica ibèrica es limitaren a col·leccions específiques (com les de la vall de l'Ebre, l'Alta Andalusia, Alacant, o la regió de Múrcia), tot i que n'hi ha altres propostes de síntesi general.
Quant a l'origen de les ceràmiques ibèriques pintades, els materials trobats descobreixen una correlació entre les importacions fenícies del s. VII ae i les primeres ceràmiques a torn ibèriques que comencen imitant aquells prototips, tant en forma com en decoració, per consolidar després models genuïns que incorporen formes tradicionals del període conegut com a ferro antic i formes d'inspiració grega, quan no directament copiades.

## Els orígens de la ceràmica ibèrica

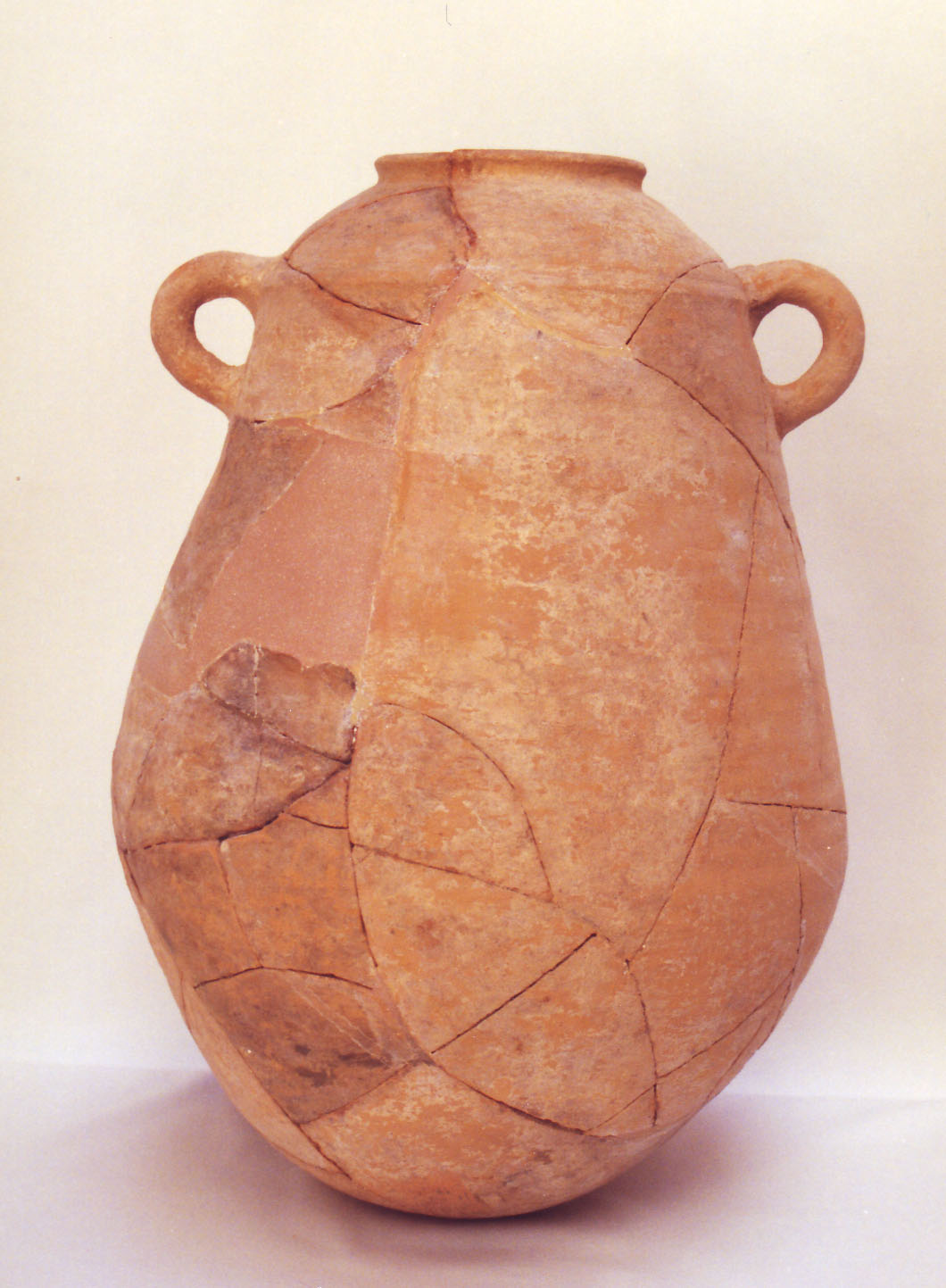
Imitació ibèrica d'àmfora fenícia, Alt de Benimaquia, s. VI ae

Hi ha un cert consens sobre l'origen fenici de les fonts d'inspiració que donaren lloc a les formes de la ceràmica ibèrica. Al llarg del segle VII ae les àmfores, tenalles i altra terrissa de torn, llisa o pintada, fenícia, introduïda a la península des de les colònies fenícies d'Andalusia, crearen un corrent d'imitacions, tosques en un principi, però gràcies al torn i al forn de cambra arribaren aviat a un alt nivell tecnològic. Les formes més populars en aquesta fase inicial són l'àmfora R1 (Rachgoun 1), el pitos i l'urna del tipus en creu de negre. Evidenciat per primera volta a Los Saladares (Oriola), aquest procés d'aculturació que forma part de la dinàmica orientalitzant ofereix els millors testimonis al sud i sud-est peninsular (de la costa de Huelva a la conca del Xúquer) sense que se'n puga constatar un únic focus de difusió. Al Cerro de los Infantes (Granada) un terrisser ibèric produïa àmfores de tipus fenici a la primeria del s. VI ae. L'Alt de Benimaquia (Dénia) dona testimoni d'una producció vinària ibèrica incipient del mateix moment, en un context en què abunden les àmfores fenícies i les seues imitacions ibèriques en torn. Aquestes excavacions arqueològiques proporcionen també la hipòtesi que la producció de vi, un beuratge exòtic desconegut fins que el dugueren els fenicis, i la necessitat de produir àmfores, un envàs que no formava part dels repertoris locals, motivà el canvi tecnològic (torn, forn de cambra) de què prové la ceràmica ibèrica. Aquest procés resultà ser eminentment meridional, perquè els contactes amb els fenicis no implicaren reaccions d'aculturació semblants en els pobles de l'est i nord-est peninsular, com s'ha comprovat a Vinarragell (Borriana), i a Aldovesta (Benifallet). Aquests adoptaren a partir de la segona meitat del s. VI ae, entre altres mutacions dels seus modes de vida, una ceràmica ibèrica ja elaborada, procedent del sud i del sud-est, com es constata a l'Illa d'En Reixac (Ullastret).
En resum, a partir de finals del segle VII ae, i durant gran part del s. VI ae, les primeres ceràmiques ibèriques pintades i llises del sud i sud-est peninsular mostren repertoris de clara filiació fenícia, sobretot en els grans recipients com ara àmfores o tenalles, que incorporen a poc a poc formes pròpies ibèriques.

### L'urna d'orelletes perforades

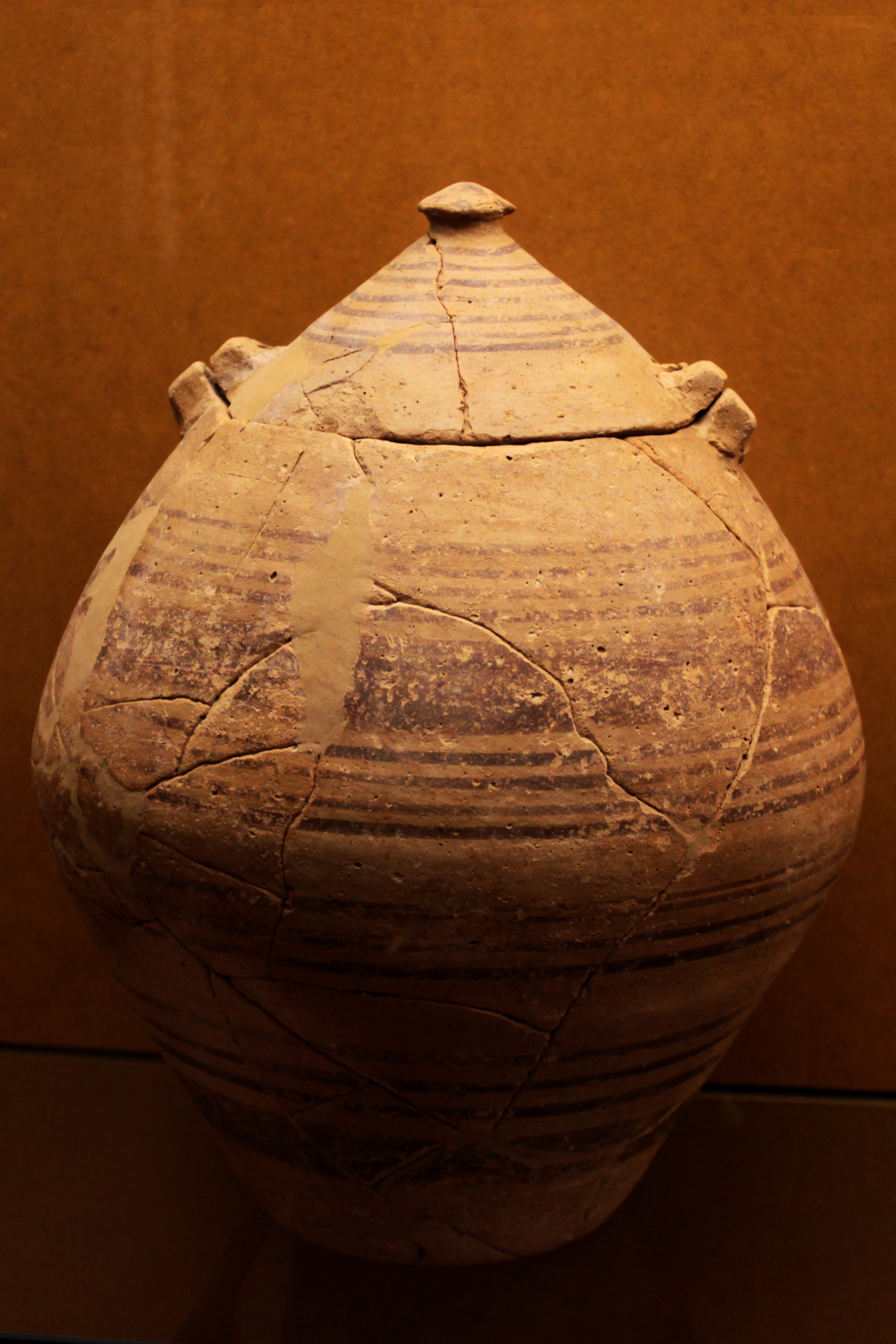
Urna d'orelletes perforades de la Solivella (s. VI-V ae)

Pels seus tipus, funcionalitat i difusió, l'urna d'orelletes perforades constitueix la forma més emblemàtica de la ceràmica ibèrica pintada durant el període ibèric antic. El prototip no procedeix de l'enginy indígena, sinó d'una forma d'origen oriental que tingué al territori ibèric una enorme popularitat. El tancament hermètic de la tapadora feia d'aquest vas una forma idònia per a la funció d'urna, i des d'El Molar al Baix Segura (País Valencià), fins a Sant Julià (Pesenàs) a la vora de l'Erau, la majoria de les necròpolis ibèriques dels s. VI i V ae incorporen l'urna d'orelletes perforades en alguna de les tombes. Solveig Nordström ha descrit la tècnica de fabricació que permetia l'encaix exacte i hermètic de la tapadora sobre l'urna: aquesta s'elaborava d'una sola peça, incloent-hi les orelletes, i després la tapadora es retallava sobre el torn, amb l'argila encara blana. Les orelletes són els apèndixs diametralment oposats del vas i la tapadora, travessades transversalment per una perforació que podia tancar-se per garantir el bloqueig de la tapa.
La importància de l'urna d'orelletes perforades rau en un triple motiu. Encara que preexistent, la forma només arribà a popularitzar-se en el marc de la cultura ibèrica; la seua popularització marca la fi del període orientalitzant de filiació fenícia i l'inici del genuïnament ibèric. La seua cronologia en fa un fòssil director del període ibèric antic, ja que apareix cap a mitjan segle IV ae, i entra en desús a l'inici del segle I ae. La seua distribució des del Segura a l'Erau indica que, contràriament al període anterior, tots els pobles d'aquesta franja costanera constituïen una koiné, una comunitat d'interessos, possiblement comercials i, potser, culturals, el factor dels quals, de cohesió i identificació, era ja al s. VI ae la cultura ibèrica.

## Les ceràmiques ibèriques del període de plenitud
Miquel Tarradell i Enric Sanmartí (1980) havien constatat la uniformitat tipològica del període antic, ja que les mateixes formes i decoracions es distribuïen en tot el territori ibèric; a partir, però, del s. IV ae se'n constata una diversificació dels repertoris formals i decoratius que ha implicat la fragmentació dels estudis sobre la ceràmica ibèrica des dels seus àmbits regionals. Perquè indubtablement hi ha importants diferències entre el nord-est peninsular, on la ceràmica ibèrica pintada és en desús i la substitueixen produccions grises monocromes, i el sud-est, on els tipus de formes consoliden prototips i on les arts decoratives arriben a un cert grau de creativitat i sofisticació.

### La ceràmica ibèrica de cuina
La tradició ceràmica ibèrica arribà a l'àmbit culinari des del període ibèric antic, de manera que en gran part del territori ibèric les produccions modelades a mà desaparegueren al llarg dels s. VI i V ae. A les comarques castellonenques, el riu Millars marca el límit entre la tradició de ceràmiques ibèriques de torn i a mà, perquè al nord del Millars, en tota Catalunya i al Llenguadoc la tradició de les ceràmiques de cuina a mà perdurà fins a l'Imperi romà. Les ceràmiques ibèriques de cuina tenen un reduït repertori de formes en què destaca l'olla globular, ventruda, de perfil bitroncocònic, vora ixent i base còncava,i amb tapadora hemisfèrica de pom anellat. Aquest atuell té una gran varietat de grandàries, amb poques variacions d'estil. La tècnica d'elaboració de la terrissa de cuina és més complexa que la de la ceràmica fina, per la inclusió deliberada de desgreixant en l'argila, que no s'ha de confondre amb les partícules fines, com ara, de mica daurada, contingudes en el material argilós usat pels terrissers. El desgreixant donava propietats refractàries a la ceràmica, ja que sense aquest la diferència de temperatura entre l'interior i l'exterior de les olles de ceràmica posades al foc les haguera esquerdat. En l'àmbit edetà, el desgreixant de la ceràmica de cuina inclou quars molt gruixut, amb grossa granulometria. Altres inclusions com la calcita s'han dissolt amb el temps i han deixat porus en la superfície dels vasos. La cocció d'aquesta categoria de ceràmica és de tècnica reductora, és a dir, que inclou en la gamma de colors grisos, groguencs, marrons i negres. La vocació domèstica i culinària d'aquestes ceràmiques és indubtable, ja que moltes tenen a la base els rastres inequívocs d'haver estat a la llar. N'està documentat, però, l'ús com a urna d'enterrament o com a vas d'emmagatzematge.

### Les ceràmiques brunyides amb decoració impresa
En el període ibèric ple es consoliden algunes produccions que havien començat a elaborar-se el segle anterior, com les ceràmiques amb decoració impresa que les seues característiques permeten ara diferenciar en àrees de fabricació. Les ceràmiques amb decoració impresa també s'han incorporat al conjunt de produccions ibèriques. El primer a realitzar una recopilació sobre aquesta tècnica decorativa fou Cura Morera per a Catalunya, a la qual seguiren la Meseta castellana oriental, Múrcia, Andalusia oriental i País Valencià. Al territori de la ciutat de Kelin (Cabdet de les Fonts, País Valencià) s'ha definit una producció pròpia amb decoració d'ovals, espigues, flors, volutes, etc., que perdurarà tota la centúria següent; a Múrcia, s'han diferenciat tant ceràmiques amb impressions d'estil indígena com altres que imiten segells clàssics, i alguns autors han arribat a proposar l'ús de matrius importades; mentre que a l'Oretània es poden distingir les produccions del nord, amb el Cerro de las Cabezas (Valdepeñas) com a centre més important (Fernández Maroto et al., 2007), i les procedents de l'Alt Guadalquivir; també a Catalunya hi ha decoració impresa sobre ceràmica grisa.

### Les ceràmiques ibèriques de vernís roig
Les ceràmiques d'engalba o vernís roig estan localitzades en àrees geogràfiques més concretes, la qual cosa facilita identificar-les. Emeteri Cuadrado caracteritzà les produccions de Múrcia i Albacete, utilitzant sovint el terme ceràmiques iberoturdetanes. Més tard se'n diferenciaren les produccions ilergetes, les oretanes, amb i sense decoració impresa, i les del territori de Kelin, l'estudi del qual és encara molt incipient.

### Les imitacions

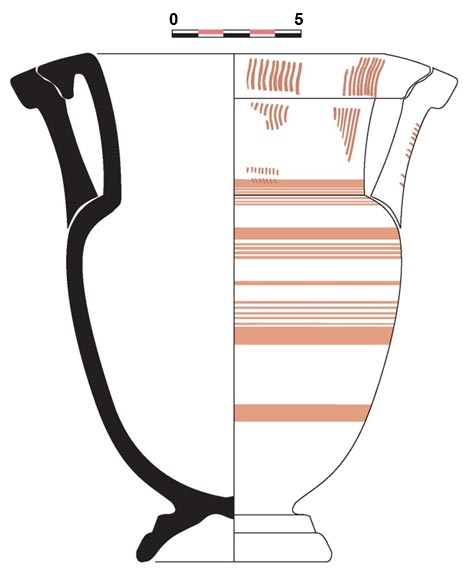
Imitació ibèrica d'un crater de columnes. Necròpoli dels Camps de Gimeno, Énguera (País Valencià)

Una de les característiques de la ceràmica ibèrica és que, al llarg del temps, el seu repertori de formes incorporà, reinterpretant-los, alguns dels prototips més populars de les produccions fenícies, púniques, gregues i finalment romanes. El fenomen de la imitació és més freqüent en les anomenades produccions de prestigi, amb especial predilecció per les ceràmiques àtiques de figures roges i de vernís negre, les ceràmiques de vernís negre hel·lenístiques i romanes, reflectint el valor ideològic que els atorgaven els ibers.

### Les ceràmiques grises monocromes del nord-est peninsular
Durant el període ibèric ple, les ceràmiques ibèriques pintades que constitueixen la gran majoria de produccions ibèriques entren en desús al nord-est peninsular, on s'afermen les ceràmiques grises, l'ús de les quals s'havia consolidat en el període anterior atribuint-se a la tradició focea de les properes colònies gregues d'Empúries, Roses i Agathe. Les produccions millor definides d'aquest període són l'anomenada ceràmica "grisa monocroma" o "grisa de la costa catalana", amb formes destinades sobretot a vaixella de taula. Alguns tipus més característics són les gerretes, copes, plats, pitxers, ascós i càntirs. En aquest repertori, la gerreta bicònica amb una nansa vertical tingué una enorme popularitat tant en l'àmbit peninsular com en la resta de la conca occidental mediterrània, on apareix amb el «barret de copa» a partir de finals del s. III ae. També a l'àrea indigeta es produeix una ceràmica molt peculiar decorada amb pintura blanca, amb el centre situat en l'entorn del Puig de Sant Andreu d'Ullastret, i que arriba fins i tot a produir decoracions figurades de guerrers i genets imitant els estils llevantins. Data d'entre la segona meitat del s. IV i tot el III ae, però amb un àmbit de difusió molt reduït.

## Del període ibèric ple a l'ibèric tardà
A partir del darrer quart del s. III ae i durant el s. II ae les decoracions de les ceràmiques ibèriques pintades de l'est peninsular tenen un salt qualitatiu amb un màxim exponent en l'enriquiment dels repertoris decoratius amb motius vegetals i florals, epigràfics, animals i humans, tot i que la majoria de les produccions continuen amb decoracions geomètriques. Les diferències regionals en estils pictòrics i en continguts temàtics foren detalladament descrites per Miquel Tarradell. Des d'una perspectiva antropològica, les noves decoracions denoten l'existència d'artesans especialitzats molt qualificats, ja que alguns hi escriuen, i són el testimoni d'una producció de béns de prestigi incentivada des dels més alts estaments de les societats urbanes. I malgrat els diferents estils i cronologies, el denominador comú n'és el reflex dels valors associats a l'aristocràcia. És palés que les diferents produccions estan emparentades, pel contingut i la intensitat de contactes intertribals malgrat la distància geogràfica. Una producció ceràmica característica del món ibèric tardà és el kalathos, que té forma de barret de copa.

### L'estil de Llíria-Oliva

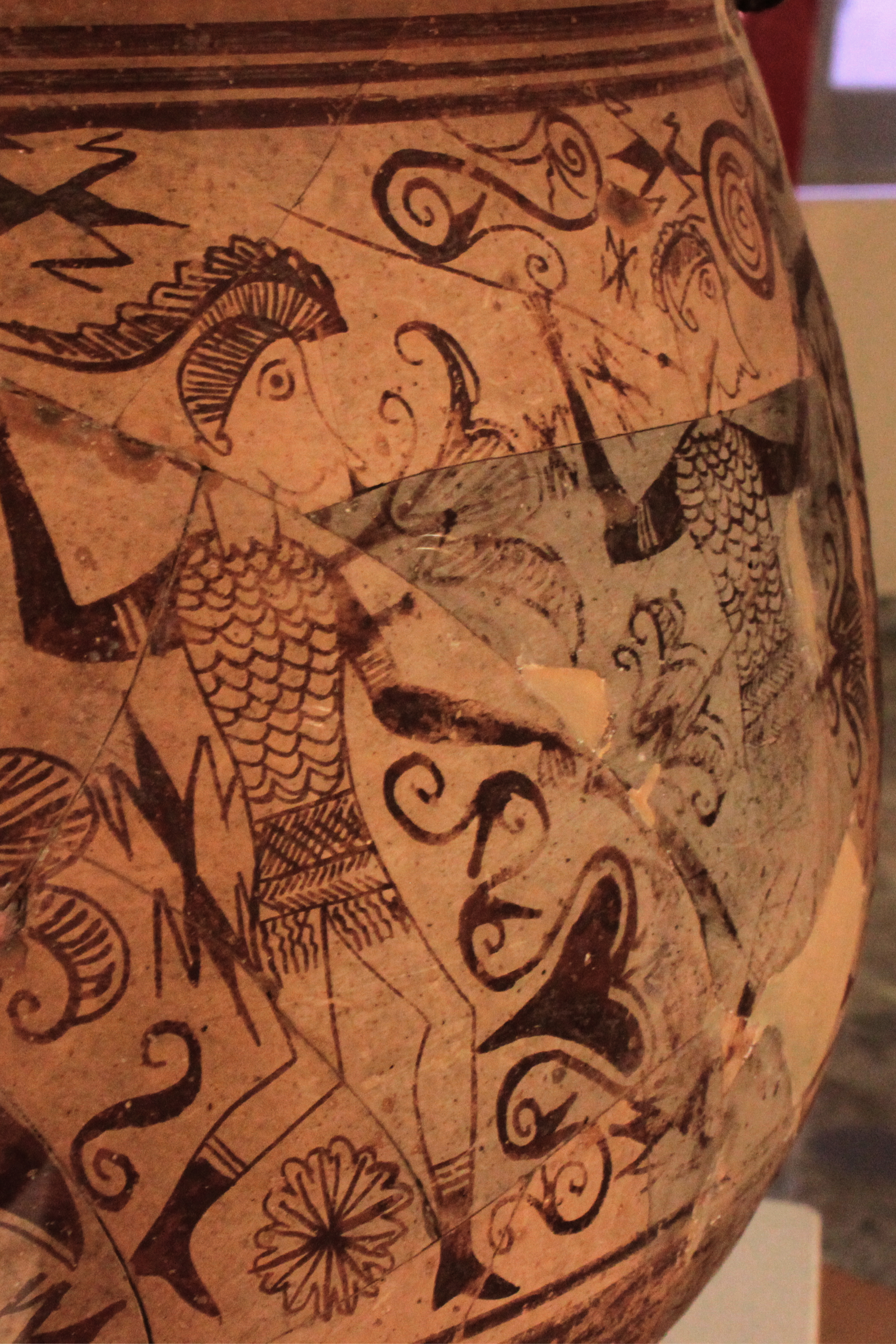
Detall del Vas dels Guerrers del jaciment de Tossal de Sant Miquel, antiga Edeta

L'anomenada escola de Llíria-Oliva incorpora un estil decoratiu epigràfic, floral i humà de la ceràmica ibèrica pintada, en què es representen personatges de tots dos sexes ocupats en activitats com el combat, la caça o la vida espiritual, de vegades acompanyats de llegendes epigràfiques en alfabet nord-oriental. L'estil de Llíria-Oliva és eminentment narratiu. Les excavacions de Llíria han proporcionat la més famosa i extensa col·lecció d'aquest estil, i en destaca el Vas dels Guerrers amb cuirassa, que descriu una escena de guerra amb genets proveïts de cascs amb plomalls, cotes de malla, javelines i falcates, i infants amb cascs, escuts i javelines en un entorn de decoració vegetal, el Vas de la Batalla Naval o el Kalathos de la Dansa. El nom de Llíria-Oliva es deu al fet que, en l'època de la seua formulació, el poblat contestà del Castellar d'Oliva era el punt més meridional de dispersió d'aquest tipus de troballes. Impulsada per les aristocràcies del període ibèric ple, aquesta producció de béns de prestigi de distribució predominantment urbana es difondria al principi des d'un únic centre, però el mecanisme de l'emulació competitiva incentivaria ràpidament altres produccions, la difusió de les quals s'estén amb variacions estilístiques i cronològiques des de Borriana fins a l'Albufereta d'Alacant i des de Sagunt fins a Cabdet de les Fonts. Cronològicament, l'estil de Llíria-Oliva s'emmarca entre mitjan s. III i el s. I ae i no hi ha, en l'estat actual de la recerca, cap troballa de decoració de Llíria-Oliva anterior a mitjan s. III ae.

### L'estil d'Elx-Archena

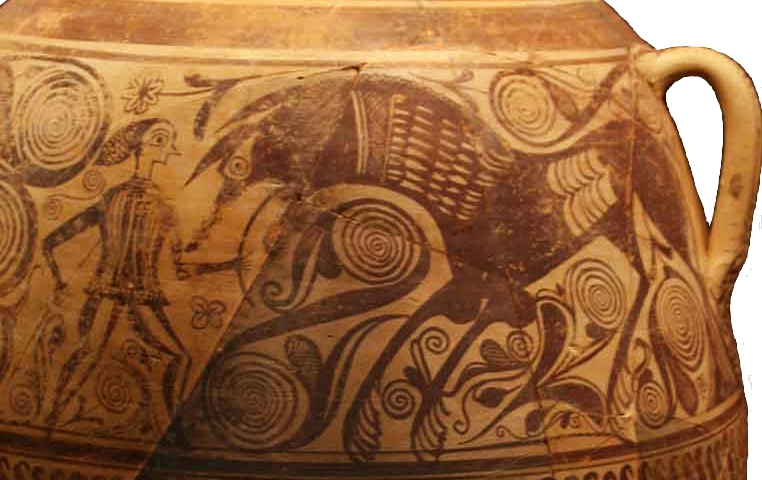
Escena figurada en una gerra ibèrica de l'Alcúdia d'Elx

L'estil d'Elx-Archena ha estat definit a partir de les troballes de l'Alcúdia (Elx, País Valencià) i del Cabezo del Tío Pío (Archena, Múrcia). Igual que Llíria-Oliva, Elx-Archena és un estil pictòric narratiu en què els motius geomètrics s'associen a representacions florals, animals i humanes. La gran diferència amb l'anterior rau sobretot en les temàtiques eminentment religioses, i en destaquen els continguts de tall mitològic i possiblement, del món d'ultratomba. Hi apareixen deïtats alades, feres amb les gargamelles obertes en actitud amenaçadora, de vegades enfrontades en combat a un personatge humà representat recurrentment com un heroi mitològic. Les recerques més recents daten l'inici de l'estil d'Elx-Archena a partir de mitjan s. II ae i el final al s. I de. Tot i que genuïnament ibèric en l'expressió i contingut, l'estil Elx-Archena és una expressió artística del període iberoromà. La seua aportació al coneixement de la cultura ibèrica és complementària a la de Llíria-Oliva, perquè les temàtiques constitueixen una porta oberta sobre la superestructura i l'expressió religiosa dels ibers.

### L'estil d'Azaila-Alloza

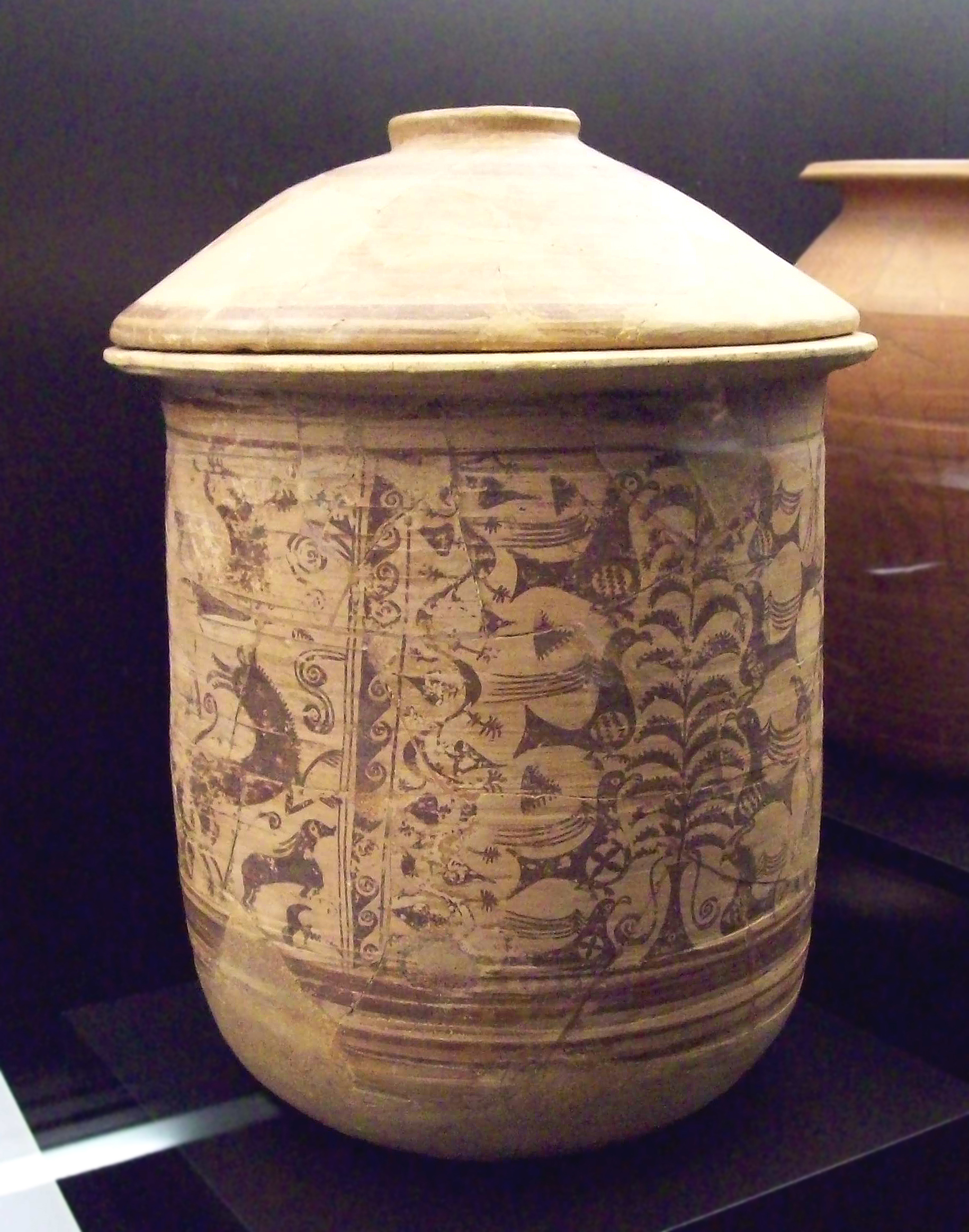
Kalathos d'argila de Cabezo de Alcalá (s. II ae)

L'estil d'Azaila-Alloza deu el nom a les col·leccions arqueològiques de dos importants poblats aragonesos: el Cabezo de Alcalá (Azaila) i el Castelillo (Alloza). En l'estat actual de la recerca, la cronologia de l'estil d'Azaila-Alloza es data quasi contemporàniament al d'Elx-Archena, això és, en ple període iberoromà. Els seus primers elements es donen a partir de la segona meitat del s. II ae i fins al s. I ae en una àrea que abasta les actuals províncies de Terol i Saragossa. Igual que a Llíria o a Elx, l'estil d'Azaila-Alloza destaca per l'enriquiment temàtic de la decoració pintada de la ceràmica ibèrica en incorporar motius vegetals, animals i humans, però, a diferència dels anteriors, el contingut narratiu de les escenes perd la càrrega simbòlica, ja que, llevat d'algunes extraordinàries escenes naturalistes amb animals, les composicions més emblemàtiques constitueixen sovint mers frisos decoratius sense contingut ideològic.

### L'estil de Fontscaldes i la difusió mediterrània del barret de copa
Des dels treballs d'Antonio García i Bellido al 1952 els investigadors s'han interessat per la difusió de la ceràmica ibèrica pintada a la conca occidental mediterrània, i als treballs de Nino Lamboglia sobre la ceràmica ibèrica d'Albintimilium seguiren una sèrie de notes amb un mapa de distribució que s'enriqueix a mesura que avancen les recerques. Des del principi ha cridat l'atenció el reduït repertori tipològic de les troballes, que pràcticament es limiten a la forma del "barret de copa" o kalathos, un fet que des de llavors s'explica adduint el caràcter d'envàs comercial d'aquesta forma. En altres paraules, la ceràmica ibèrica no és més que el mitjà de transport d'una mercaderia, potser mel o cera, comercialitzada des de la península a partir de la conquesta romana, donada la seua cronologia dels s. II i I ae. Aquells primers estudis també identificaren l'origen geogràfic d'aquesta difusió al nord-est peninsular. El focus ibèric de Fontscaldes (Valls, Tarragona) donat a conéixer per Colominas des del 1920 havia proporcionat prototips de "barrets de copa" semblants pels seus tipus i decoracions als trobats en gran part de les costes d'Itàlia i del sud de l'estat francés. Fontscaldes ha proporcionat cinc produccions del "barret de copa", diferenciades per les grandàries, així com una forma de plat fondo o lekane, tots amb decoracions geomètriques o vegetals. Les produccions decorades amb motius vegetals que donen el nom a l'"estil de Fontscaldes" mostren dos patrons decoratius el tema principal dels quals és l'anomenada "fulla d'heura", un motiu vegetal amb roleus i bràctees, representat en tija serpentejant al voltant del vas o exempt en mètopes alternant amb plafons geomètrics. Curiosament, el lekane és el prototip que de manera minoritària acompanya al barret de copa en la seua distribució extrapeninsular, amb troballes significatives a Ruscino (Perpinyà), Ausseruna (Besiers) i Espeyran (Sant Geli). Això s'ha utilitzat per atorgar a aquest focus proper a Tarragona una vocació industrial bolcada al comerç exterior marítim. Un segon centre productor de «barrets de copa», amb una decoració geomètrica que podríem qualificar com a "decadent", que inclou produccions de vasos grisos de decoració vermella, podria trobar-se al rerepaís d'Empúries.
Finalment, sembla que moltes troballes d'Itàlia (Albintimilium) i del sud de França (Ausseruna) no tenen paral·lels ni a Fontscaldes, ni a Empúries, sinó en les produccions ilergetes del Baix Segre. La importància de la difusió mediterrània de la terrissa ibèrica rau en un triple motiu: s'esdevé en un àmbit en què la terrisseria traspassa el nivell de producció artesana per assolir un nivell industrial; l'estil de Fontscaldes es distingeix pels seus estereotips: el reduït repertori de formes i l'escassa complexitat de les decoracions pintades. En segon lloc, els mapes de distribució de troballes reflecteixen la vocació marítima de la seua comercialització, i finalment se sospita que l'expansió mediterrània d'aquesta ceràmica la potencià la presència romana a la península, sobretot al nord-est. L'assignatura pendent d'aquesta recerca potser siga completar el mapa de difusió amb troballes peninsulars, la qual cosa constitueix un autèntic repte per la dificultat de distingir entre produccions locals i importacions.